# Amber Chia
Pour les articles homonymes, voir Chia.
Amber Chia, née le 14 décembre 1981 à Ipoh, en Malaisie, est un mannequin et actrice malaisienne.

## Biographie
Amber Chia est née le 14 décembre 1981 et grandit à Tawau dans une famille pauvre. Elle est confiée à une famille d'accueil et peut alors aller à l'école. Elle travaille à partir de l'âge de douze ans, exerçant divers travaux pénibles,. 
Elle commence sa carrière de mannequin à l'âge dix-sept ans à Kuala Lumpur. Elle gagne en 2004 le concours Guess Watches Timeless Beauty Contest, organisé pour sélectionner l'ambassadrice de la ligne de montres Guess.
Elle est élue modèle de l'année par le Malaysian International Fashion Awards en 2004 et 2005.
Amber Chia a été controversée pour avoir posé en 2006 (non-nue) dans la version indonésienne de Playboy.
Elle est sélectionnée en 2009 par la designer Victoria Beckham pour présenter sa collection à la New York Fashion Week,.
En 2011, elle est membre du jury du Malaysia's Online Fashion Entrepreneurs' Weekend.

## Filmographie
- 2005 : The 3rd Generation
- 2006 : Trio & a Bed
- 2006 : Possessed
- 2006 : Seed of Darkness
- 2012 : Hantu Gangster